# Paul Storr

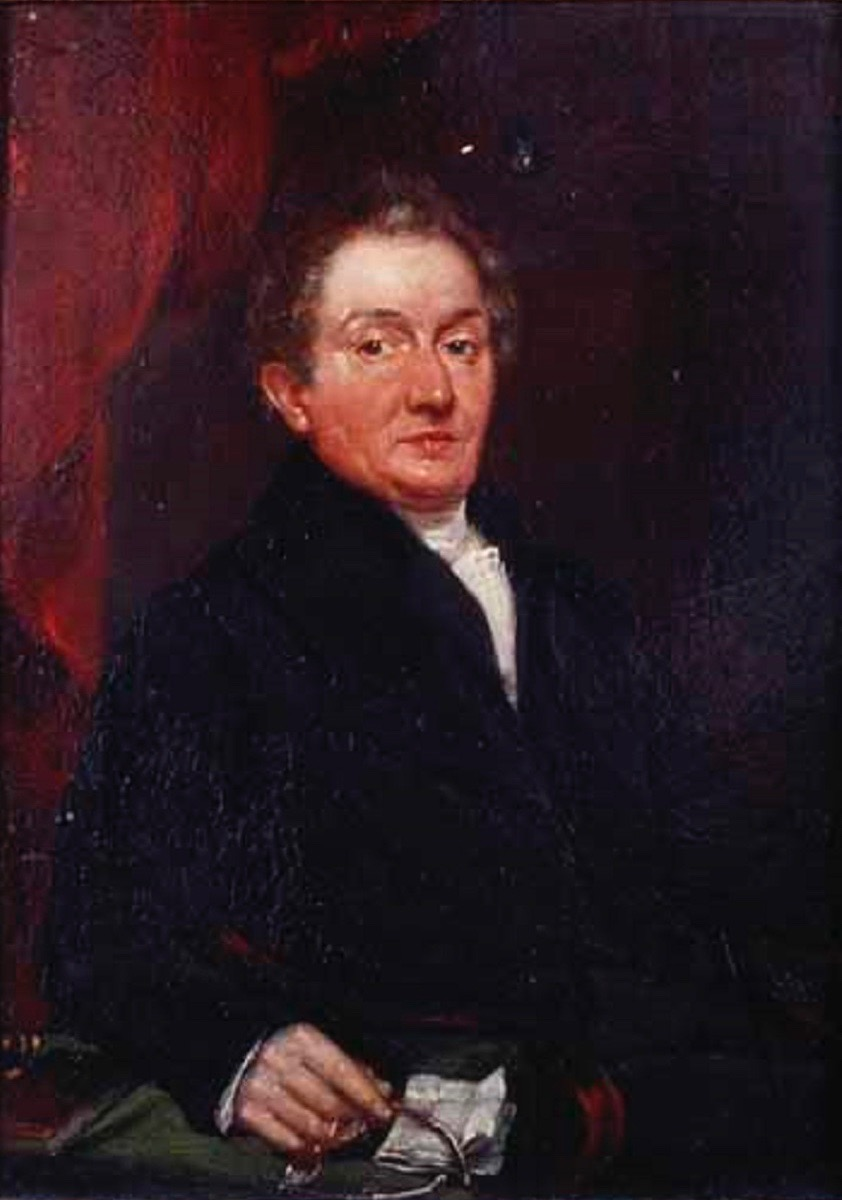
Paul Storr, 1770-1844, Victoria and Albert Museum

Paul Storr (Londra, 1770 – Londra, 18 marzo 1844) è stato un orafo britannico.

## Biografia

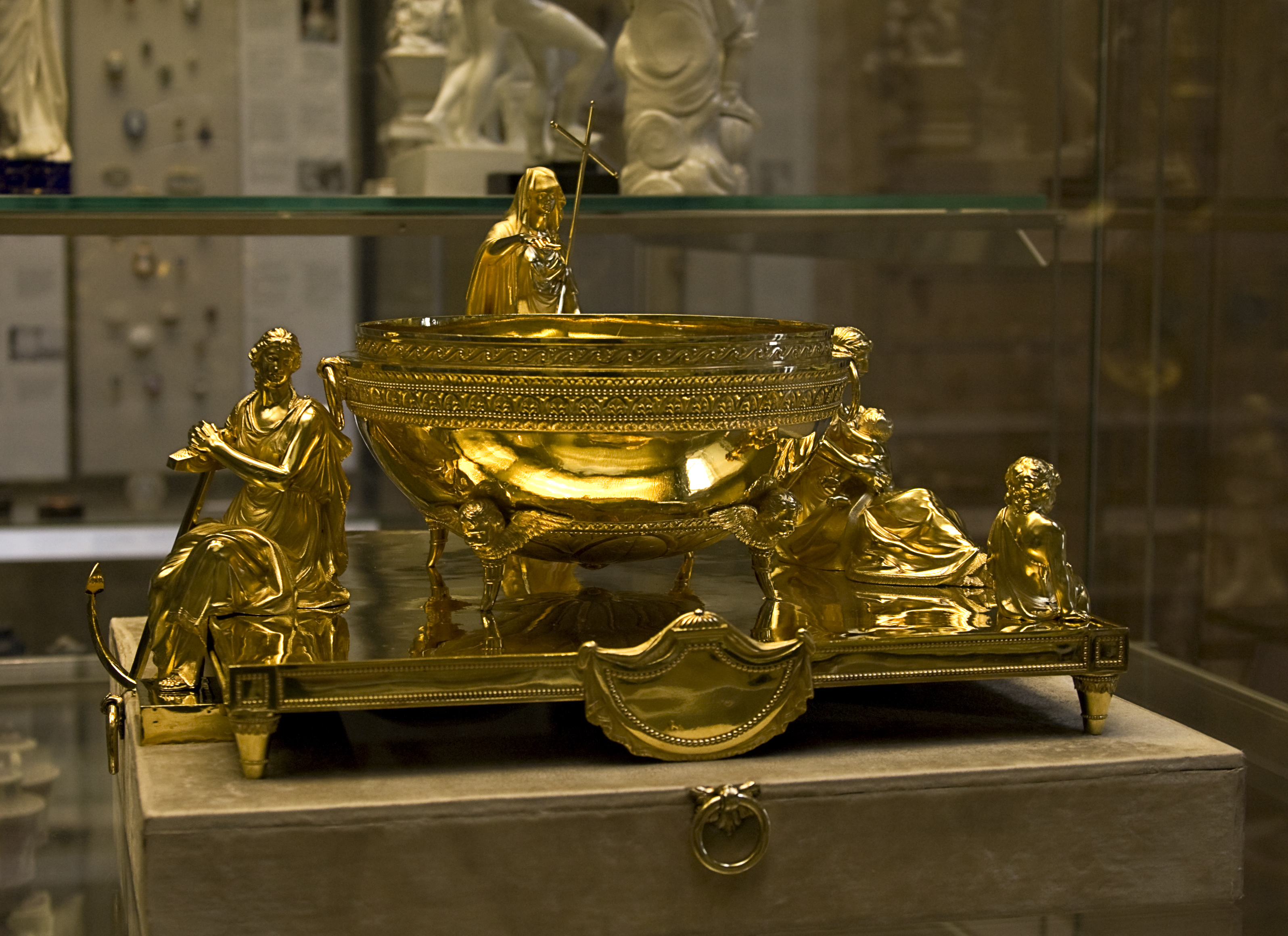
Paul Storr, Portland font, British Museum

Paul Storr è stato il più noto e celebrato orafo e argentiere inglese della prima metà dell'Ottocento. Oggetti d'arte da lui cesellati adornano i palazzi reali inglesi e i servizi da tavola, usciti dalla sua bottega, sono utilizzati ancora oggi per apparecchiare la tavola reale inglese, nelle grandi occasioni. 
Dominante nello stile neoclassico, la sua argenteria ha anche segnato il periodo della Reggenza. I re Giorgio III d'Inghilterra e Giorgio IV d'Inghilterra acquisirono suoi preziosi pezzi d'argento.

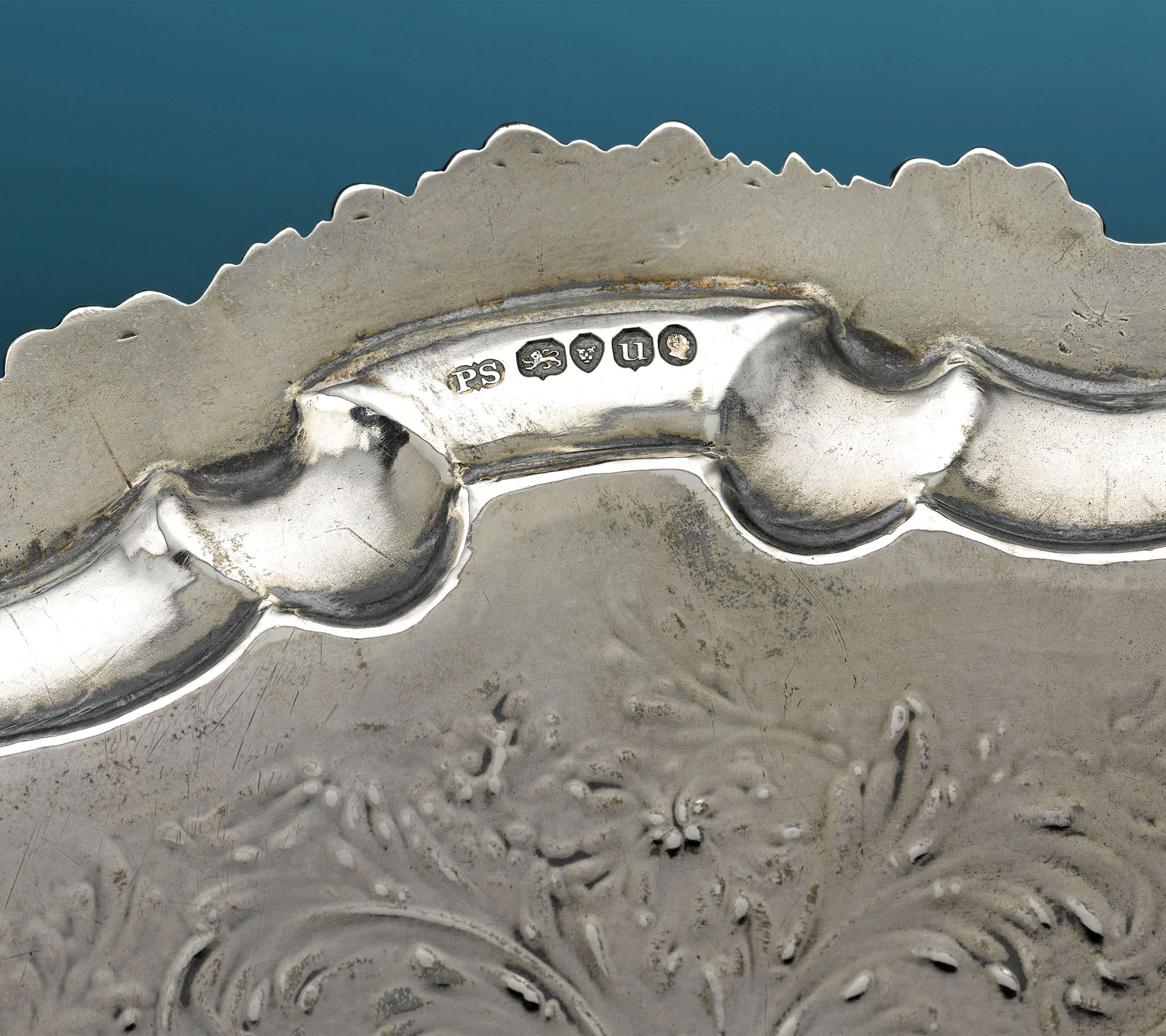
Paul Storr, marchio, 1835 (Guglielmo IV d'Inghilterra)

Il primo marchio, del 1792, risale al periodo in cui era associato con l'argentiere William Frisbee. Pochi anni dopo utilizzò il marchio personale PS.  La sua opera di maggiore valore è il fonte battesimale, in oro a 22 carati, a lui commissionato nel 1797 da William Henry Cavendish-Bentinck, III duca di Portland e che è conosciuto come Portland font. Nel 1799 creò la "Battle of the Nile Cup", in ricordo della battaglia del Nilo combattuta dall'ammiraglio Orazio Nelson.
Il successo di Paul Storr era dovuto in parte all'argentiere Philip Rundell, uno dei titolari della ditta Rundell and Bridge che esercitò quasi un monopolio, nel mercato degli argenti inglesi di primo Ottocento. Il sodalizio, iniziato nel 1803, portò Storr nel 1807 ad un accordo commerciale con Philip Rundell, John Bridge ed Edmund Waller Bridgeː insieme all'artista William Theed, crearono la Storr & Company.
Dopo anni di fruttuosa collaborazione, nel 1819 Storr lasciò la Compagnia e, per la vendita al dettaglio, nel 1822, insieme a John Mortimer, aprì a New Bond Street la Storr and Mortimer. Realizzò in questo periodo argenterie di gusto naturalistico, tra cui splendidi candelieri in argento dorato. Caratteristica è la sua teiera, a forma di zucca, con coperchietto a scomparsa.
Paul Storr sposò nel 1801 Elizabeth Susanna Beyer, appartenente ad una famiglia sassone che costruiva pianoforti ed organi, e da lei ebbe dieci figli. Abbandonò la professione nel 1838 e trascorse gli ultimi anni ad Hill House, a Tooting, dove fu seppellito, nel sagrato della chiesa di St. Nicholas.

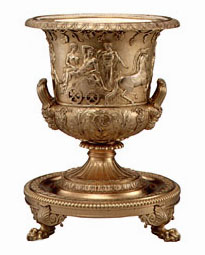
Paul Storr, rinfrescatoio, 1810, Vermeil Room, White House

### In palazzi reali e in musei[3]
Al Windsor Castle e a Buckingham Palace c'è una collezione di suoi argenti. Altri suoi pezzi pregiati sono alla National Silver Collection del Victoria and Albert Museum e nella Wellington Collection. Opere di Storr sono anche al Royal Pavilion di Brighton, al Bowes Museum a Barnard Castle e alla Woburn Abbey residenza di campagna ed attuale sede del duca di Bedford. 
In USA opere di Paul Storr si trovano all'Huntington Museum of Art in Virginia, al Museum of Fine Arts (Boston), al Los Angeles County Museum of Art, al Metropolitan Museum di New York.
In Canada opere di Paul Storr sono presenti al Museo delle belle arti di Montréal e alla Winnipeg Art Gallery; in Australia è presente al National Gallery of Victoria di Melbourne; in Portogallo al Museo António Medeiros e Almeida di Lisbona; in Russia, all'Hermitage di San Pietroburgo (opera in argento appartenuta allo zar Nicola I di Russia).

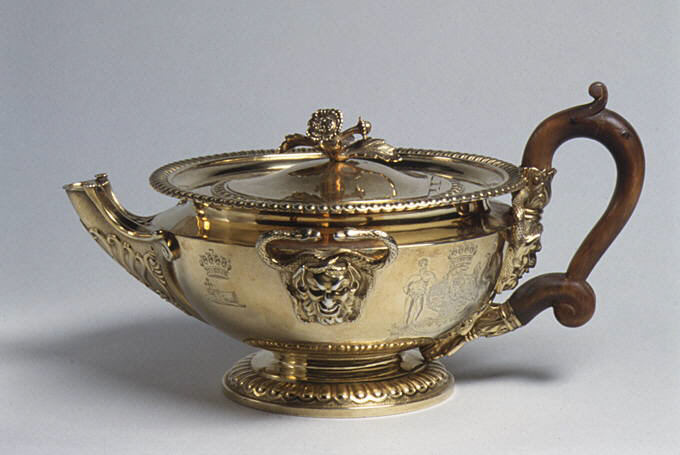
Paul Storr, teiera, Metropolitan museum